# المصنعة (كحلان الشرف)

تعديل مصدري - تعديل

المصنعة هي إحدى قرى عزلة بنى المهدى بمديرية كحلان الشرف التابعة لمحافظة حجة، بلغ تعداد سكانها 151 نسمة حسب تعداد اليمن لعام 2004.